# Premi Nacional a l'Obra d'un Traductor
El Premi Nacional a l'Obra d'un Traductor és un premi estatal espanyol concedit pel Ministeri de Cultura i/o el Ministeri d'Educació –en funció de les èpoques–, per reconèixer la trajectòria de traductors literaris destacats per la seva labor de pont entre cultures. Es concedeix des de 1989.

## Guardonats
- 2023 - Celia Filipetto
- 2022 - Juan Gabriel López Guix
- 2021 - Anne-Hélène Suárez Girard
- 2020 - Xavier_Senín
- 2019 - Dolors Udina i Abelló
- 2016 - Ramón Buenaventura
- 2015 - Jordi Fibla
- 2014 - Mariano Antolín Estona
- 2013 - Josu Zabaleta
- 2012 - Francisco J. Uriz
- 2011 - Selma Ancira
- 2010 - Adan Kovacsis
- 2009 - Roser Berdagué Costa
- 2008 - María Teresa Gallego Urrutia
- 2007 - José Luis Regna Palazón
- 2006 - Agustín García Calvo
- 2005 - Francisco Rodríguez Adrados
- 2004 - Juan José del Solar
- 2003 - Eustaquio Barjau
- 2002 - Carlos García Gual
- 2001 - Francisco Torres Oliver
- 2000 - José Luis López Muñoz
- 1999 - Luis Gil Fernández
- 1998 - Valentín García Yebra
- 1997 - Clara Janés
- 1996 - Salustiano Masó
- 1995 - Andrés Sánchez Pascual
- 1994 - Feliu Formosa
- 1993 - Ángel Crespo
- 1992 - Esther Benítez Eiroa
- 1991 - Miguel Sáenz
- 1990 - José María Valverde
- 1989 - Juan Ramón Masoliver